# Península de la Trinitat
La península de la Trinitat és el nom donat a l'extrem nord o punta de la península Antàrtica. S'estén cap al nord-est durant 130 km des de la línia que connecta el cap Longing (o cap Deseo, 64° 34′ S, 58° 48′ O / 64.567°S,58.800°O 64° 34′ S, 58° 48′ O / 64.567°S,58.800°O / -64.567, -58.800) a la península Longing al mar de Weddell, i el cap Kater (63° 46′ S, 59° 54′ O / 63.767°S,59.900°O 63° 46′ S, 59° 54′ O / 63.767°S,59.900°O / -63.767, -59.900) a la península Whittle a l'estret de Bransfield (o mar de la Flota). Aquest últim límit és portat per les fonts que segueixen la toponímia del Regne Unit fins al cap Kjellman (63° 43′ S, 59° 24′ O / 63.717°S,59.400°O 63° 43′ S, 59° 24′ O / 63.717°S,59.400°O / -63.717, -59.400), per la qual cosa exclouen a la badia Charcot.
La península de la Trinitat no és inclosa en la successió de nominacions de costes de l'Antàrtida, encara que el començament de la costa Nordenskjöld al mar de Weddell coincideix amb el final de la península de la Trinitat. El començament de la costa Palmer (o costa Davis) a l'estret de Bransfield se situa en el cap Kjellman, per la qual cosa en algunes toponímies la badia Charcot forma part de la península de laTrinitat i de la costa Palmer.

## Toponímia
El nom Trinity Land va ser donat per Edward Bransfield, qui la va descobrir el 30 de gener del 1820, en homenatge al Trinity Board de Londres, o per haver vist en ella tres muntanyes. A l'Argentina existeix també una versió que afirma que el nom Terra de la Trinitat deriva a la cartografia del seu país del vaixell Trinidad, un dels dos de l'expedició corsària de Guillermo Brown que va ser portat pels vents fins als 65° Sud el 1815. Al febrer del 1838 Dumont D'Urville la va canviar de nom, Terre Louis Philippe, creient que estava separada de la península Antàrtica per un canal inexistent que va anomenar Orleans. D'allí deriva el topònim usat per Xile: península Luis Felipe.
Otto Nordenskjöld va confirmar el 1902 que no es tractava d'una illa, i va descobrir també que les illes Vega, Snow Hill i James Ross no eren part de la península de la Trinitat com James Clark Ross va pensar en la seva expedició del 1842.

## Geografia
La península de la Trinitat està envoltada per l'estret de Bransfield, que la separa de les illes Shetland del Sud; l'estret Antàrctic (o pas Antàrctic), que la separa de l'arxipèlag de Joinville; el golf Erebus i Terror en la mar de Weddell; i el canal Príncep Gustavo, que la separa de les illes Vega i James Ross.
La península Tabarín es forma entre les badies Esperança i Duse, finalitzant pel sud en els caps Burd i Green. A l'oest de la badia Duse es troba la badia Eyrie o Edith, enfront de la qual es troben les illes Àguila i Beak, i una sèrie d'illes menors en el canal Príncep Gustavo: Corry, Tail, Egg, Vortex, Red, Long, illot Alectoria, i les roques Tongue.
A la costa nord destaca la península Cockerell, que separa les badies Huon i Lafond, i enfront de la qual es troben els illots Tupinier. Enfront de la costa nord hi ha nombrosos illots i roques: roca Casy, roques Lafarge, roca Nomad (o Nómade), illot Link (o Ross), illot o roca Montravel, roques Charlotte, roques Peralta, roques Demas, roques Gervaize, roques Molina, roques Jacquinot, roques Hombrón, roques Duparc, roques Beaver, roques Canzo, etc. Enfront de cap Legoupil estan els illots Duroch (o roques Duroch), que comprèn nombrosos illots, entre els quals: illes Wisconsin, illa Llarg, illa Kopaitic, illot Bulnes, illot o roques Barris, etc. A 18 km de la costa nord es troba l'illa Astrolabe (o Astrolabi). A la badia Bone (o caleta Bone) es troba a illa Blake, i les roques Boyer, l'illot Whale Back, i les roques Otter. A 19 km de la península Whittle, separada pel canal Orleans, està l'illa Tower de l'arxipèlag Palmer.
L'extrem nord de la península de la Trinitat, de la península Antàrtica i de la terra continental de l'Antàrtida, és el cap Siffrey (o Prevalgui Head, a 63° 13′ S, 57° 17′ O / 63.217°S,57.283°O 63° 13′ S, 57° 17′ O / 63.217°S,57.283°O / -63.217, -57.283), enfront del qual es troben els illots Gourdin.

## Història
A l'extrem oriental de la península de la Trinitat, sobre l'estret Antàrctic, es troba la badia de l'Esperança. Aquesta badia va ser descoberta el 15 de gener del 1902, per l'Expedició Antàrtica Sueca al comandament de Nordenskjöld, que la va batejar en commemoració de l'hivern suportat allí per J. Gunnar Andersson, S. a. Duse i Toralf Grunden de la seva expedició, després que el vaixell Antarctic fos impactat pels gels, perdent-se. Aquests van ser finalment rescatats per la corbeta argentina ARA <i id="mwZA">Uruguai</i>. Les ruïnes d'un refugi de pedra dels membres de l'expedició encara pot veure's.
La base britànica «D» va ser establerta per l'Operació Tabarin al febrer del 1945 a la caleta Choza, al Sud-est de la boca de la badia Esperança, es va incendiar parcialment el 1948 i va ser tancada el 1964. En la temporada 1953-1954 el Regne Unit va construir el refugi anomenat base «V» (View Point Hut) en la badia Duse, transferit a Xile al juliol del 1996. El 8 de desembre del 1997 la British Antarctic Survey va transferir la base «D» a l'Uruguai, sent rebatejada Base Tinenta Ruperto Elichiribehety. Aquesta base opera intermitentment en temporada estival.
La base permanent argentina Esperanza va ser inaugurada el 17 de desembre del 1952 en punta Foca (caletas Choza i Àguila). Té una àmplia presència militar de l'Exèrcit Argentí i inclou una «colònia civil» amb famílies, que juntament amb la xilena Villa Las Estrellas constitueixen els dos únics assentaments civils del continent. Les instal·lacions de la base han desplaçat part d'una colònia de pingüins. El primer naixement d'un ésser humà a l'Antàrtida va ocórrer aquí el 1978, quan Emilio Marcos Palma va ser donat a llum per l'esposa d'un oficial argentí. El 28 de febrer del 1976 es va inaugurar en la base la Capella «Sant Francesc d'Assís», la primera instal·lació del culte catòlic a l'Antàrtida, celebrant-se en ella el 16 de febrer del 1978 el primer casament religiós a l'Antàrtida. En 1978 es va crear l'Escola Provincial Núm. 38 Julio Argentino Roca i el 1979 a la base es va instal·lar també l'emissora radial LRA 36 <i id="mwdA">Radio Nacional Arcàngel Sant Gabriel</i>. La base compta també amb una oficina de Registre Civil des del 1978 i una oficina del Correu Argentí.
A la badia Duse (o Düse) van ser construïts els refugis argentins General Martín Miguel de Güemes (inaugurat el 23 d'octubre del 1953, cobert pel gel) i Crist Redentor (inaugurat el 23 d'octubre del 1953). El refugi Antonio Moro construït a la península Tabarin el 20 d'agost del 1955 (avui dit Illes Malvines). El 15 de setembre del 1959 va ser inaugurat el Refugi Martín Güemes 2 sobre el nunatak Dos Juancitos. En l'actualitat la base Esperança manté divuit refugis, entre ells el Refugi Independència Argentina habilitat el 21 d'octubre del 1967.
La badia Esperanza també va ser l'escenari del primer tiroteig bèl·lic a l'Antàrtida l'1 de febrer del 1952, quan un equip de costa argentí, després de realitzar un advertiment, va disparar sobre els caps una ràfega de metralladora i va obligar a reembarcar a un equip civil del Falkland Islands Dependencies Survey que descarregaven materials del vaixell John Biscoe amb la intenció de restablir allí la base britànica «D» incendiada el 1948. El Destacament Naval Esperanza de l'Armada Argentina va ser inaugurat el 31 de març del 1952 i destruït per un incendi el 15 d'octubre del 1958.
A l'illot Riquelme del cap Legoupil es troba la Base General Bernardo O'Higgins de l'Exèrcit de Xile, inaugurada el 18 de febrer deL 1948, que compta amb dotació permanent. Xile manté els refugis Boonen Rivera (sub-base semipermanente General Jorge Boonen Rivera, a la badia Duse) i Canal Príncep Gustavo a la rodalia de la Base O'Higgins. El 7 de setembre del 1967 l'Exèrcit Argentí va construir el Refugi Abraçada de Maipú entre les bases Esperanza i O'Higgins, que va ser reobert el 2003 per a ús conjunt amb Xile.

## Reclamacions territorials
L'Argentina inclou la península al departament Antàrtida Argentina dins de la província de Terra del Foc, Antàrtida i Illes de l'Atlàntic Sud, a Xile forma part de la Comuna Antàrtica de la província Antàrtica Xilena dins de la Regió de Magallanes i de l'Antàrtica Xilena, i al Regne Unit integra el Territori Antàrtic Britànic. Les tres reclamacions estan restringides pels termes del Tractat Antàrtic.
Nomenclatura dels països reclamants:
- l'Argentina: península Trinidad
- Xile: península Luis Felipe
- Regne Unit: Trinity Peninsula